# 近衛公量
近衛実香（このえ きんかず、 - 康安元年（1361年））は、南北朝時代の公卿。徳大寺家庶流近衛家4代当主。
吉野朝を奉じたため、建武4年（1337年）に北朝方に召し捕らえられた。

## 官歴
- 永仁2年（1294年）：従五位上
- 永仁5年（1297年）：正五位下
- 永仁7年（1299年）：従四位下、侍従
- 正安3年（1301年）：従四位上、備中介
- 嘉元元年（1303年）：右近少将
- 嘉元2年（1304年）：正四位下、右近中将
- 徳治2年（1307年）：筑前介
- 延慶2年（1309年）：補蔵人頭
- 延慶3年（1310年）：従三位、参議
- 正和3年（1314年）：正三位
- 元応元年（1319年）：従二位
- 正慶元年（1332年）：正二位
- 興国3年（1342年）：（南朝方）大宰権帥

## 系譜
- 父：近衛公香